# Kræn Bysted's
Kræn Bysted's var et dansk folkrockband etableret 1973 af  tre skolekammerater fra Aalborg Lars Lilholt, Jacob Ohrt og Lars Dam. Sangerinden Inger Nyholm fra Silkeborg kom med i 1975. Trommeslageren Jens Jørgen Pedersen i 1977. Gruppen havde gennem dens levetid fire bassister: Jakob Dalsgaard, Karsten Kongsøre, Johs Stærk og Ole Grønbæk.
Kræn Bysteds startede som akustisk folkemusikorkester, der spillede traditionel dansk og irsk folkemusik. Lars Lilholt og Lars Dam havde lært den danske folkemusik at kende i Rebild Spillemændene - et løst sammenrend af spillemænd fra kanten af Rold Skov centreret omkring den gamle traditionsspillemand lillebilvognmanden Otto Trads. En polka efter Ottos far Jens Trads kaldet "Kræn Bysteds rheinlænderpolka" gav gruppen navn. 
Kræn Bysteds udviklede sig gennem årene til at være Danmarks førende[kilde mangler] moderne elektriske folk/rockband inspireret af engelske Fairport Convention og Bjørn Afzelius og Michael Wiehes svenske Hoola Bandoola Band. Lars Lilholt blev efterhånden gruppens sangskriver og kreative midtpunkt med Inger Nyholm som ansigtet udadtil, og de selvskrevne danske sange blev sammen med instrumentale medleys af spillemandsmusik med tung elektrisk rockbund gruppens kendemærke.
Kommercielt slog bandet igennem med deres anden Lp i 1978 Den anden Kræn, der efterfulgtes af et stort portrætprogram på DR.
Gruppen spillede flere gange på Roskilde Festival samt Midtfyns og Tønder Festival – desuden på festivaler i Tyskland, Schweiz og Finland. Ved opløsningen i 1982 var Kræn Bysteds et af Danmarks største livenavne[kilde mangler].[kilde mangler] Lars Lilholts solokarriere startede umiddelbart efter opløsningen.
Gruppens to største hits var "Hosekonen", der er en rocket udgave af en gammel folkesang, samt "Solens er så rød mor", en socialrealistisk omskrivning af den gamle børnesang.

## Diskografi
- 1975 Gammel dansk MC
- 1977 Kræn Bysteds
- 1978 Den anden Kræn
- 1980 Stavnsbundet